# Jean Armour Polly
Jean Armour Polly är en amerikansk bibliotekarie och skribent. Hon myntade uttrycket "att surfa på internet" år 1992.

## Biografi
Jean Armour Polly växte upp i Liverpool i delstaten New York. Hon avlade en kandidatexamen och en masterexamen i biblioteksvetenskap vid Syracuse University.
Under en bibliotekskonferens i början av 1980-talet lyssnade Polly på en föreläsning om datorer i skolan. Hon började då fundera på hur olika delar av samhället kunde dra nytta av datorer i framtiden och insåg att bibliotek kunde komma att spela en viktig roll. År 1981 blev hennes bibliotek Liverpool Public Library ett av de första i USA att erbjuda sina besökare möjligheten att testa en persondator. Kort därefter startade Polly också en BBS, ett tidigt sätt att koppla upp sig med hjälp av modem och telefonlina för att skicka meddelanden och dela filer över ett nätverk.
När internet började komma var hon även snabb med att se till att hennes bibliotek, som ett av de allra första, 1992 började erbjuda besökarna internetuppkoppling. Inledningsvis mötte hennes idé om uppkopplade bibliotek kritik från några håll. Vissa bibliotekarier såg sin status som informationsförmedlare hotad och därmed internet som en konkurrent. Jean Armour Polly brann dock för internetsurfandets möjligheter ägnade mycket tid åt att åka runt på konferenser och institutioner i USA och Europa för att sprida sina idéer om internets potential inom folkbildningen.
År 1992 skrev hon en av de första guiderna om internet som riktade sig till allmänheten. I den kom hon att mynta uttrycket "att surfa på internet".
År 2019 valdes hon in i Internet Hall of Fame.